# Penn FC
Der Penn Football Club, ehemals Harrisburg City Islanders, waren ein Franchise in verschiedenen Profifußball-Ligen der United Soccer League aus Harrisburg, Pennsylvania. Die Mannschaft wurde 2003 gegründet und spielte bis 2018 in der United Soccer League, der zweithöchsten Liga im US-amerikanischen Ligensystem.
Am 15. November 2017 wurde das Franchise von Harrisburg City Islanders in Penn FC umbenannt. Zur Saison 2020 sollte die Mannschaft in die drittklassige USL League One einsteigen, stellte aber 2019 seine Aktivitäten ein.

## Geschichte

### USL Second Division
Die 2003 gegründeten Harrisburg City Islanders starteten 2004 in der USL Pro Soccer League. Gleich im ersten Jahr schaffte man es in die Play-offs, musste sich aber im Atlantic Division Finale den Pittsburgh Riverhounds geschlagen geben. Zur Saison 2005 änderte sich der Name der Liga in USL Second Division. Die Islanders konnten sich auch in diesem Jahr wieder für die Play-offs qualifizieren.
Nachdem man 2006 nach einer enttäuschenden Regular Season nicht in Play-offs gekommen war, schaffte es die Mannschaft 2007 über einen dritten Platz in der Regular Season in die Play-offs und konnte hier das Finale gegen die Richmond Kickers im Elfmeterschießen für sich entscheiden. Auch im U.S. Open Cup erreichten die Islanders mit dem Viertelfinaleinzug, die bis dahin beste Leistung.
In den nächsten zwei Jahren konnte man sich erneut qualifizieren für die Play-offs, konnte aber nicht mehr das Finale erreichen.

### USL Pro
Zur Saison 2011 wurde die USL Second Division aufgelöst und die USL Pro entstand. Die Islanders erreichten gleich in der ersten Saison das USL PRO Championship Finale. Mussten sich allerdings Orlando City geschlagen geben. In der Saison 2014 hatte man erneut die Chance auf einen Sieg der USL Pro, aber im Finale der Play-offs war Sacramento Republic stärker.
Nach der Saison 2018 gab das Franchise bekannt, in der Saison 2019 nicht am Spielbetrieb teilzunehmen. Zur Saison 2020 sollte der Penn FC in die drittklassige USL League One einsteigen. Im Dezember 2019 wurde jedoch bekannt, dass die Organisation keine Angestellten mehr beschäftige und daher auch keinem operativen Geschäft mehr nachgehe.

## Stadion
- Skyline Sports Complex; Harrisburg, Pennsylvania (2004–2015)
- Clipper Magazine Stadium; Lancaster, Pennsylvania (2016)
- FNB Field; Harrisburg, Pennsylvania (2016- )

Das FNB Field ist ein Baseballstadion in Harrisburg, Pennsylvania.

## Spieler und Mitarbeiter

### Trainerstab
- Raoul Voss – Trainer
- Rodolfo Correia – Assistenztrainer
- Steve Widdowson – Torwarttrainer

### Bekannte ehemalige Spieler
- Danny Cepero
- Yūki Stalph

## Erfolge
USL Second Division
Sieger: 2007

## Saisonstatistik
| Harrisburg City Islanders |                        |                        |                        |                        |                        |                        |                        |                        |
| 2004                      | 3                      | USL Pro Soccer League  | 2. Platz, Atlantic     | Viertelfinale          | nicht qualifiziert     | 1.510                  |                        |                        |
| 2005                      | 3                      | USL Second Division    | 3. platz               | Halbfinale             | nicht qualifiziert     | 1.604                  |                        |                        |
| 2006                      | 3                      | USL Second Division    | 7. Platz               | nicht qualifiziert     | nicht qualifiziert     |                        |                        |                        |
| 2007                      | 3                      | USL Second Division    | 3. Platz               | Gewinner               | Viertelfinale          |                        |                        |                        |
| 2008                      | 3                      | USL Second Division    | 5. Platz               | Viertelfinale          | 2. Runde               |                        |                        |                        |
| 2009                      | 3                      | USL Second Division    | 3. Platz               | Halbfinale             | Viertelfinale          |                        |                        |                        |
| 2010                      | 3                      | USL Second Division    | 5. Platz               | nicht qualifiziert     | Viertelfinale          | 1.666                  |                        |                        |
| 2011                      | 3                      | USL Pro                | 2. Platz, National     | Finale                 | 2. Runde               | 1.404                  |                        |                        |
| 2012                      | 3                      | USL Pro                | 6. Platz               | Viertelfinale          | Viertelfinale          | 1.452                  |                        |                        |
| 2013                      | 3                      | USL Pro                | 4. Platz               | Viertelfinale          | 2. Runde               | 1.456                  |                        |                        |
| 2014                      | 3                      | USL Pro                | 8. Platz               | Finale                 | 4. Runde               | 1.941                  |                        |                        |
| 2015                      | 3                      | USL                    | 8. Platz, East         | nicht qualifiziert     | 3. Runde               | 2.430                  |                        |                        |
| 2016                      | 3                      | USL                    | 10. Platz, East        | nicht qualifiziert     | 4. Runde               | 1.622                  |                        |                        |
| 2017                      | 2                      | USL                    | 11. Platz, East        | nicht qualifiziert     | 4. Runde               | 2.429                  |                        |                        |
| Penn FC                   |                        |                        |                        |                        |                        |                        |                        |                        |
| 2018                      | 2                      | USL                    | 13. Platz, East        | nicht qualifiziert     | 3. Runde               | 2.147                  |                        |                        |
| 2019                      | Saison wird ausgesetzt | Saison wird ausgesetzt | Saison wird ausgesetzt | Saison wird ausgesetzt | Saison wird ausgesetzt | Saison wird ausgesetzt | Saison wird ausgesetzt | Saison wird ausgesetzt |